# 11149 Татесіна
11149 Татесі́на (11149 Tateshina) — астероїд головного поясу, відкритий 5 грудня 1997 року.
Тіссеранів параметр щодо Юпітера — 3,494.
Названо на честь Татесіни (яп. たてしな(蓼科) татесіна).